# Benjamin Guy Babington
Benjamin Guy Babington (5. března 1794 – 8. dubna 1866) byl anglický lékař a epidemiolog.

## Život a kariéra
Byl synem lékaře a mineraloga Williama Babingtona (1756–1833) a jeho ženy, Marthy Elizabeth Babingtonové.
Studoval na Charterhouse School, a mezi lety 1803 a 1807 na East India Company College. Poté pracoval ve vládní správě Madrásu. Po návratu do Anglie studoval medicínu v Guy's Hospital a na Cambridge. Doktorát získal roku 1831.
Roku 1850 založil London Epidemiological Society a byl mnoho let jejím prezidentem.
Během své kariéry vynalezl několik lékařských nástrojů a léčebných technik.